# Landmark (jeu vidéo)
Landmark, originellement nommé EverQuest Next Landmark, est un MMORPG développé par le studio Daybreak Game Company.
Conçu à l'origine pour alimenter en contenu EverQuest Next, jeu finalement annulé en mars 2016 Landmark est un jeu qui répond à cette conception, mais qui a acquis une autonomie pour devenir un jeu indépendant d'EverQuest Next. Landmark contient des éléments de RPG avec une possibilité d’exploration du monde ainsi que d'un système de combat simplifié. D'autre part, Landmark est basé sur un système en voxel.

## Histoire
Le jeu se déroule dans le monde de Norrath.

## Développement
Le 3 février 2014, l'alpha fermée de Landmark débute. Elle permet aux acheteurs de pack de plus de 50 euros (Explorateur ou Pionnier), ou aux personnes ayant obtenu des clefs, d’accéder à cette alpha.
Fin mars 2014, le jeu est passé en bêta fermée. Elle permet aux acheteurs de pack à 17 euros (Settler Pack) d'y accéder, cette bêta c'est accompagner d'une mise à zéro des terrains et des personnages.
En février 2015, la holding Columbus Nova acquiert le studio Sony Online Entertainment qui devient Daybreak Game Company, 140 employés ont dû, ou sont partis de la société à la suite de ce rachat.
En juin 2015, Terry Michaels (producteur de Landmark et d'EverQuest Next) annonce, dans une lettre à la communauté, prioriser les systèmes utilisés par EverQuest Next alors que les systèmes développés exclusivement pour Landmark auront une priorité faible.
En mars 2016, Daybreak Game Company annonce que le développement d'EverQuest Next est annulé mais que le développement de Landmark se poursuit, avec une sortie annoncée pour le printemps 2016.

## Système de jeu

### Construction
Pour la construction, le joueur dispose d'une parcelle (claims) qui lui est liée et qui est protégée des actions des autres joueurs. Dans cette zone, le joueur dispose d'outils de construction pour la création de structure, terraforming etc.

### PvE
Les systèmes de combat et de loot ont été introduits avec le lancement de la version bêta du jeu fin mars 2014.

## Musique
Jeremy Soule, compositeur du thème principal d'Elder Scrolls Online, compositeur sur les Guild Wars et les deux derniers Elder Scrolls, est lié par un contrat à travailler exclusivement sur Landmark et EverQuest Next.

## Réception
Canard PC parle d'un jeu qui à l'air non fini du fait de la volonté probable des développeurs de sortir le jeu tel quel, le jeu ayant perdu son sens avec l'abandon d'EverQuest Next, ayant peu de contenu et des systèmes de jeu non confortables.